# Jean Paulista
Jean Francisco Rodrigues, também conhecido pelo apelido de Jean Paulista (Sertãozinho, 28 de novembro de 1977) é um ex-futebolista e atual treinador brasileiro.

## História
Começou a sua carreira no Corinthians. Em 1997, foi contratado pelo Taubaté para a disputa do Campeonato Paulista de Futebol - Série A3. Com o clube paulista, foi vice-campeão da competição no ano de 1998. Em seguida, partiu para o futebol de Portugal, para o  Farense. Teve uma sequência de passagens por clubes portugueses, como Braga, Aves, Imortal, Vitória de Setúbal, Desportivo Alves e Maia.
No ano de 2005, acertou o seu vínculo com o Wisła Kraków, da Polônia. No primeiro ano no clube polonês, foi campeão nacional e garantiu participação na Liga dos Campeões da Europa e da Liga Europa. Novamente conquistou o título da principal competição do país no ano de 2008. Após isso, acertou o seu vínculo com o APOEL Nicósia, do Chipre.
No clube cipriota, foi campeão nacional, da Copa do Chipre e Supercopa do Chipre no ano de 2008, o que garantiu também a participação nas duas maiores competições continentais europeias da UEFA. Ainda teve passagem pelo AEK Larnaca, em 2010, e no clube polonês Polonia Bytom, em 2012.

## Títulos
Wisła Kraków
- Campeonato Polonês de Futebol (1): 2007/08

APOEL Nicósia
- Super Copa (2): 2008, 2009